# Real Alternative
Real Alternative — це пакет кодеків створений для відтворення файлів RealMedia в операційній системі Microsoft Windows без встановлення програвача RealPlayer. Цей пакет може використовуватися з будь-яким медіа-програвачем обладнаним вбудованим фільтром DirectShow, наприклад Media Player Classic, що входить до складу пакета. Пакет Real Alternative був розроблений та підтримується командою розробників KL Software використовуючи відеофільтр з відкритим кодом Real Media Splitter та кодеки Real Media.
Real Alternative входить до складу багатьох пакетів кодеків.